# Elecciones regionales y municipales de Perú de 2002
Las elecciones regionales y municipales de Perú de 2002 se llevaron a cabo el domingo 17 de noviembre de 2002 en todo el país, eligiendo autoridades para el período 2003-2006. Fueron convocadas por el presidente Alejandro Toledo mediante Decreto Supremo N.º 021-2002-PCM (19 de marzo de 2002). Se sometieron a elección 25 presidencias regionales, 194 alcaldías provinciales y 1634 distritales. La novedad en este proceso electoral fue la creación de los gobiernos regionales, electos por voto popular.
Los comicios se celebraron un año después del inicio de la transición a la democracia, tras la caída del régimen fujimorista, y representaron un intento significativo de restaurar el sistema partidario en el país. En estos comicios participaron partidos tradicionales como Acción Popular, el Partido Aprista Peruano y el Partido Popular Cristiano, este último en coalición con otros partidos de derecha bajo el nombre de Unidad Nacional, además de partidos recientemente creados como Unión por el Perú, Somos Perú (ganador de las anteriores elecciones municipales), Perú Posible y el Movimiento Nueva Izquierda, junto con otras agrupaciones menores.
Vamos Vecino, el partido fujimorista referente en las anteriores elecciones subnacionales, se disgregó tras la caída del régimen pues nunca había sido una organización coherente de alcance nacional más allá de asegurar apoyos locales para la reelección de Fujimori. Sin embargo, los demás partidos fueron incapaces de construir un proyecto político que trascendiera el final del fujimorato. A diferencia de la década de 1980, donde el sistema de partidos contaba con una sólida base, referentes intelectuales y un proyecto político coherente con su ideología, los nuevos partidos no desarrollaron una estructura permanente ni una organización ideológica.
Las organizaciones sociales del interior del país, parte importante de la lucha opositora para la caída del régimen fujimorista, demandaron una verdadera descentralización. Esto se dio tras la fallida experiencia de la constitución de regiones en 1989, disueltas por el fujimorato en 1992, junto con la demanda de mayor autonomía municipal. La visión que tenían de los partidos nacionales era que eran capitalinos y centralistas. Las presiones de estos sectores determinaron la voluntad política del nuevo gobierno para asumir la restauración de los gobiernos regionales sobre la base departamental del país, en conjunto con los tradicionales comicios municipales. Sin embargo, la convocatoria electoral se realizó con un marco legal de regionalización incompleto: la Ley de Gobiernos Regionales fue publicada apenas la noche anterior a la propia elección.
Por otro lado, la reforma del sistema electoral permitió a los candidatos independientes participar a través de una especie de partidos de ámbito departamental conocidos como movimientos regionales. Estos movimientos ofrecieron una plataforma para que los líderes locales presentaran sus candidaturas sin la necesidad de integrarse a los partidos nacionales establecidos. Sin embargo, muchos de estos no lograron inscribirse a tiempo debido a la falta de preparación y al corto plazo disponible para completar el proceso de registro. Las listas independientes, dominantes durante la década de 1990, volvieron a proliferar en las candidaturas a lo largo del país. Estas listas, con frecuencia, resultaban más atractivas para los electores a nivel local que los partidos, con candidatos con discursos sobre las necesidades y problemáticas específicas de sus comunidades; este enfoque localista contrastaba con los discursos más amplios y, a veces, abstractos de los partidos.
La situación política nacional estaba alterada tras las elecciones generales de 2001, ganadas por Perú Posible y su líder, Alejandro Toledo, elegido presidente. Sin embargo, las demandas sociales y las protestas contra la privatización llevaron a una caída masiva en la aprobación gubernamental, alcanzando mínimos históricos. En respuesta, el gobierno intentó abrir espacios de diálogo con los partidos de la oposición, que buscaban ganar las elecciones como una forma de balancear poderes frente al Ejecutivo. Toledo se mantuvo en un segundo plano durante los comicios, en parte debido al rechazo a la interferencia presidencial que había caracterizado al régimen de Fujimori. Además, a diferencia de las elecciones anteriores, el sistema electoral recuperó un nivel significativo de credibilidad tras el éxito en la organización de las generales, donde gozó de una amplia independencia por primera vez en casi una década.
Para su participación en las elecciones, el toledismo sufrió una fuerte crisis interna con enfrentamiento de facciones en su interior; esta división del peruposibilismo no permitió en varias oportunidades la promoción de candidaturas de consenso. El aprismo, la principal fuerza de oposición, manejó un doble discurso de acercamiento y crítica, con el fin de captar el sentimiento de descontento que empezaba a surgir en la población respecto del desenvolvimiento del gobierno central al inicio de su gestión. La coalición derechista Unidad Nacional también asumió un papel de oposición moderada. Somos Perú, aliado ocasional del gobierno, adoptó la estrategia de mantener los espacios municipales ganados por sus candidatos durante el régimen fujimorista. La propuesta de la izquierda peruana se dividió entre Unión por el Perú y el Movimiento Nueva Izquierda. Otros partidos menores también participaron en varias circunscripciones en el país.
Los resultados de las elecciones mostraron un panorama aparentemente favorable a los partidos y desfavorable para los independientes, una tendencia no vista desde las municipales de 1989. Sin embargo, los partidos no lograron alcanzar los resultados contundentes de la década de 1980. En las elecciones regionales, el aprismo se consolidó como la principal fuerza de oposición, ganando la mitad de los gobiernos regionales. Perú Posible apenas obtuvo uno, mientras que Unidad Nacional no ganó en ninguna circunscripción. Somos Perú, el Movimiento Nueva Izquierda, Unión por el Perú y el Frente Independiente Moralizador ganaron entre uno y dos gobiernos regionales cada uno, y el resto fueron ganados por movimientos independientes. Estas victorias, salvo excepciones como La Libertad, Tumbes y Loreto, fueron frágiles y con diferencias de voto muy cerradas, lo que afectó su legitimidad.
En el ámbito municipal, el Partido Aprista se convirtió en el partido con más municipios provinciales y distritales bajo su control por primera vez desde 1986. Unidad Nacional, gracias a su éxito en Lima, se convirtió en el partido más votado, ocultando parcialmente su limitada presencia a nivel regional. Somos Perú, aunque perdió el gobierno de la capital del país, fue de los pocos partidos que mantuvieron una significativa presencia municipal a nivel nacional. Los partidos lograron una destacada participación en las capitales departamentales, con el aprismo ganando en once provincias (Chachapoyas, Arequipa, Huamanga, Cajamarca, Ica, Huancayo, Trujillo, Maynas, Pasco, Piura y Moyobamba) y el accionpopulismo en una (Chiclayo). Vamos Vecino prácticamente desapareció del panorama político, Perú Posible tuvo poca aceptación por parte del electorado y pasó de ser el partido más votado en las generales de 2001 a ocupar el cuarto lugar.
Nuevamente, y a pesar de haber cedido buena parte de su espacio de poder subnacional a los partidos nacionales, los independientes consiguieron la victoria en gran parte de los gobiernos municipales, a través de listas o de los recién creados movimientos regionales. Sin embargo, estos movimientos mostraron cada vez más estar más cerca de ser empresas políticas personales que proyectos políticos de desarrollo local. No obstante, la tímida reaparición de un sistema de partidos creó un escenario político con oportunidades de recomposición para estos por los resultados favorables obtenidos en diferentes partes del país, expectativas que posteriormente demostrarían ser fallidas.

## Sistema electoral

### Elecciones regionales
La Ley n.º 27683 otorgó el marco legal para la convocatoria de elecciones regionales: creó los cargos de presidente y vicepresidente regional, electos en conjunto a un consejo regional, por un periodo de 4 años. Los 24 departamentos y la Provincia Constitucional del Callao se constituían como un distrito electoral único y plurinominal; a excepción de la provincia de Lima, que contaba con un régimen especial en su calidad de capital de la República.
La elección era directa, con una lista cerrada y bloqueada. Para la primera elección, se organizaron los consejos regionales con un número de escaños según el número de provincias que conformaban el departamento, con un mínimo de 7 y un máximo de 25 representantes. Se asignaba a lista ganadora los escaños según el método D'Hondt o la mitad más uno, lo que más le favorezca. Las otras listas se repartían los escaños restantes por el método D'Hondt.

### Elecciones municipales
Las municipalidades provinciales y distritales constituyen el órgano administrativo y de gobierno de las provincias y los distritos del Perú. Están compuestas por el alcalde y el concejo municipal (provincial y distrital). La elección se realizó en base al sufragio universal, que comprende a todos los ciudadanos nacionales mayores de dieciocho años, empadronados y residentes en la provincia o el distrito y en pleno goce de sus derechos políticos, así como a los ciudadanos no nacionales residentes y empadronados en la provincia o el distrito.
Los concejos municipales estaban compuestos por entre 5 y 15 regidores (excepto el de la provincia de Lima, compuesto por 39 regidores) elegidos por sufragio directo para un período de cuatro (4) años, en forma conjunta con la elección del alcalde (quien preside el concejo). La votación fue por lista cerrada y bloqueada. Se asignaba a la lista ganadora los escaños según el método d'Hondt o la mitad más uno, lo que más le favorezca. Las otras listas se repartían los escaños restantes por el método D'Hondt.

## Elecciones regionales

### Sumario general

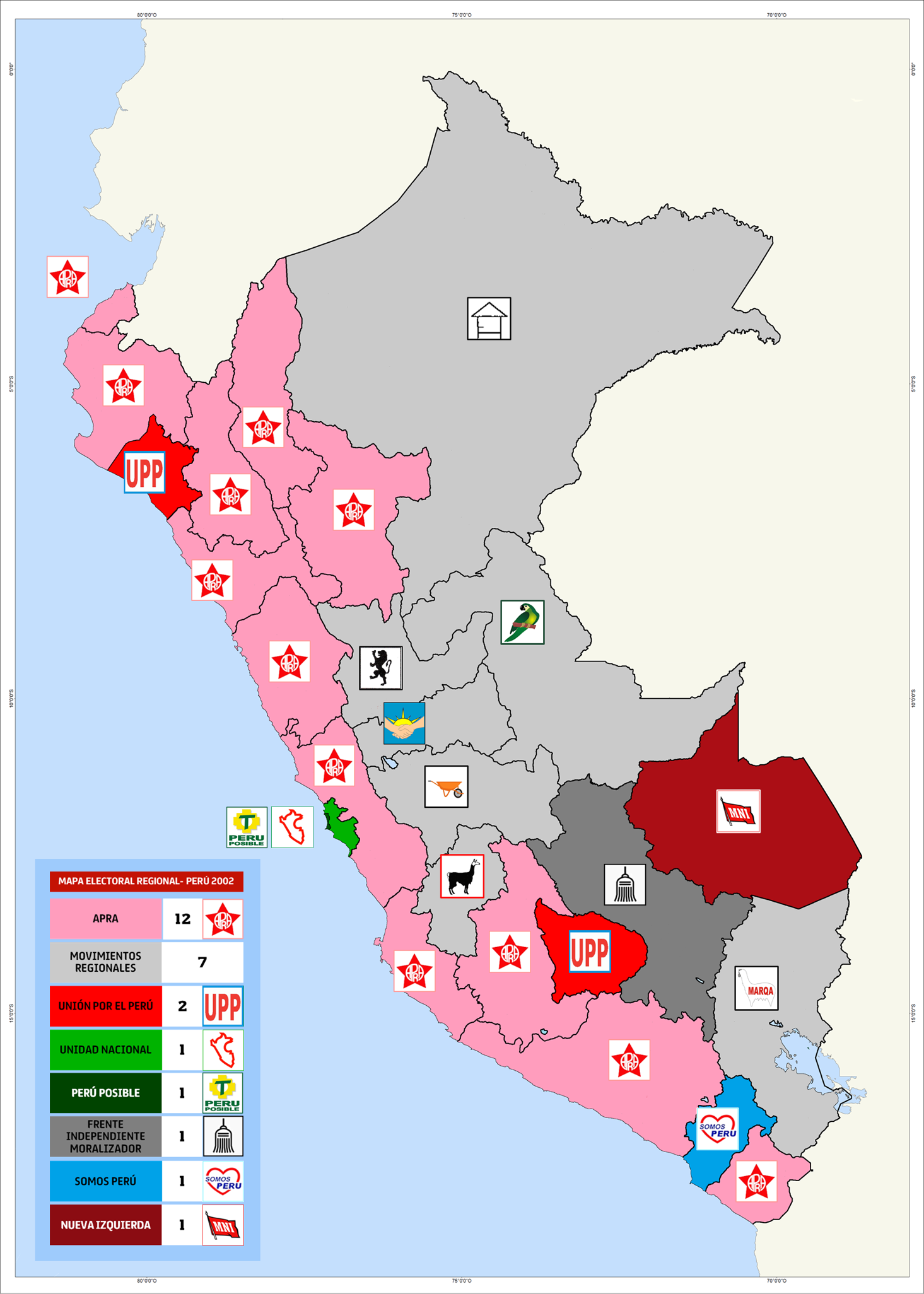
Resultados de las elecciones regionales de Perú de 2002.

Resultados de las elecciones municipales provinciales de Perú de 2002.

|                      | Partido Aprista Peruano (APRA)                                   | 1,800,715  | 24.11 | n/a | 12 | n/a |  |  |
|                      | Perú Posible (PP)                                                | 1,007,784  | 13.49 | n/a | 1  | n/a |  |  |
|                      | Unidad Nacional (PPC–SN–RN–CR)                                   | 644,024    | 8.62  | n/a | 0  | n/a |  |  |
|                      | Somos Perú (SP)                                                  | 466,148    | 6.24  | n/a | 1  | n/a |  |  |
|                      | Acción Popular (AP)                                              | 441,536    | 5.91  | n/a | 0  | n/a |  |  |
|                      | Agrupación Independiente Unión por el Perú - Frente Amplio (UPP) | 418,046    | 5.60  | n/a | 2  | n/a |  |  |
|                      | Fuerza Democrática (FD)                                          | 234,735    | 3.14  | n/a | 0  | n/a |  |  |
|                      | Movimiento Nueva Izquierda (MNI)                                 | 215,247    | 2.88  | n/a | 1  | n/a |  |  |
|                      | Alianza para el Progreso (APP)                                   | 207,110    | 2.77  | n/a | 0  | n/a |  |  |
|                      | Renacimiento Andino (RA)                                         | 130,410    | 1.75  | n/a | 0  | n/a |  |  |
|                      | Frente Independiente Moralizador (FIM)                           | 102,735    | 1.38  | n/a | 1  | n/a |  |  |
|                      | Reconstrucción Democrática (RD)                                  | 67,802     | 0.91  | n/a | 0  | n/a |  |  |
|                      | Primero Perú (P)                                                 | 57,337     | 0.77  | n/a | 0  | n/a |  |  |
|                      | Movimiento Amplio País Unido (MAPU)                              | 43,765     | 0.59  | n/a | 0  | n/a |  |  |
|                      | Independientes                                                   | 1,632,513  | 21.85 | n/a | 7  | n/a |  |  |
|                      |                                                                  |            |       |     |    |     |  |  |
| Total                | Total                                                            | 7,469,907  |       |     | 25 | n/a |  |  |
|                      |                                                                  |            |       |     |    |     |  |  |
| Votos válidos        | Votos válidos                                                    | 7,469,907  | 85.33 | n/a |    |     |  |  |
| Votos en blanco      | Votos en blanco                                                  | 565,924    | 6.46  | n/a |    |     |  |  |
| Votos nulos          | Votos nulos                                                      | 718,031    | 8.21  | n/a |    |     |  |  |
| Votos emitidos       | Votos emitidos                                                   | 8,753,862  | 83.13 | n/a |    |     |  |  |
| Abstenciones         | Abstenciones                                                     | 1,776,756  | 16.87 | n/a |    |     |  |  |
| Votantes registrados | Votantes registrados                                             | 10,530,618 |       |     |    |     |  |  |
|                      |                                                                  |            |       |     |    |     |  |  |
| Fuente:              |                                                                  |            |       |     |    |     |  |  |

### Resultados por departamentos
La siguiente tabla enumera el control partidario de los departamentos del Perú.
| Departamento  | Presidente(a) electo(a)        | Partido político | Partido político                    |
| ------------- | ------------------------------ | ---------------- | ----------------------------------- |
| Amazonas      | Miguel Reyes Contreras         |                  | Partido Aprista Peruano             |
| Áncash        | Freddy Ghilardi Álvarez        |                  | Partido Aprista Peruano             |
| Apurímac      | Luis Barra Pacheco             |                  | Unión por el Perú                   |
| Arequipa      | Daniel Vera Ballón             |                  | Partido Aprista Peruano             |
| Ayacucho      | Omar Quezada Martínez          |                  | Partido Aprista Peruano             |
| Cajamarca     | Luis Pita Gastelumendi         |                  | Partido Aprista Peruano             |
| Callao        | Rogelio Canches Guzmán         |                  | Perú Posible                        |
| Cusco         | Carlos Cuaresma Sánchez        |                  | Frente Independiente Moralizador    |
| Huancavelica  | Salvador Espinoza Huarocc      |                  | Campesinos y Profesionales          |
| Huánuco       | Luzmila Templo Condeso         |                  | Luchemos por Huánuco                |
| Ica           | Manuel Tello Céspedes          |                  | Partido Aprista Peruano             |
| Junín         | Manuel Duarte Velarde          |                  | Unidos por Junín                    |
| La Libertad   | Homero Burgos Oliveros         |                  | Partido Aprista Peruano             |
| Lambayeque    | Yehude Simon Munaro            |                  | Unión por el Perú                   |
| Lima          | Miguel Mufarech Nemy           |                  | Partido Aprista Peruano             |
| Loreto        | Robinson Rivadeneyra Reátegui  |                  | UNIPOL                              |
| Madre de Dios | Rafael Ríos López              |                  | Movimiento Nueva Izquierda          |
| Moquegua      | Cristala Constantinides Rosado |                  | Somos Perú                          |
| Pasco         | Víctor Espinoza Soto           |                  | Concertación en la Región           |
| Piura         | César Trelles Lara             |                  | Partido Aprista Peruano             |
| Puno          | David Jiménez Sardón           |                  | Autonomía Regional Quechua y Aymara |
| San Martín    | Max Ramírez García             |                  | Partido Aprista Peruano             |
| Tacna         | Julio Alva Centurión           |                  | Partido Aprista Peruano             |
| Tumbes        | Rosa Medina Feijoo             |                  | Partido Aprista Peruano             |
| Ucayali       | Edwin Vásquez López            |                  | Nueva Amazonía                      |

## Elecciones municipales provinciales

### Sumario general
|                      | Unidad Nacional (PPC–SN–RN–CR)                                   | 1,901,225  | 17.68 | Nuevo  | 13  | +13 |  |  |
|                      | Somos Perú (SP)                                                  | 1,575,603  | 14.65 | –13.72 | 18  | –4  |  |  |
|                      | Partido Aprista Peruano (APRA)                                   | 1,302,440  | 12.11 | +5.59  | 34  | +28 |  |  |
|                      | Perú Posible (PP)                                                | 834,931    | 7.76  | Nuevo  | 11  | +11 |  |  |
|                      | Acción Popular (AP)                                              | 513,382    | 4.77  | –0.28  | 11  | +5  |  |  |
|                      | Agrupación Independiente Unión por el Perú - Frente Amplio (UPP) | 245,744    | 2.28  | –0.94  | 6   | +4  |  |  |
|                      | Fuerza Democrática (FD)                                          | 242,094    | 2.25  | Nuevo  | 3   | +3  |  |  |
|                      | Movimiento Nueva Izquierda (MNI)                                 | 217,509    | 2.02  | Nuevo  | 3   | +3  |  |  |
|                      | Reconstrucción Democrática (RD)                                  | 158,733    | 1.48  | Nuevo  | 0   | ±0  |  |  |
|                      | Renacimiento Andino (RA)                                         | 154,701    | 1.44  | Nuevo  | 5   | +5  |  |  |
|                      | Alianza para el Progreso (APP)                                   | 137,219    | 1.28  | Nuevo  | 0   | ±0  |  |  |
|                      | Primero Perú (P)                                                 | 105,922    | 0.98  | Nuevo  | 1   | +1  |  |  |
|                      | Frente Independiente Moralizador (FIM)                           | 90,922     | 0.85  | Nuevo  | 2   | +2  |  |  |
|                      | Vamos Vecino (VV)                                                | 70,653     | 0.66  | –24.42 | 0   | –76 |  |  |
|                      | Movimiento Amplio País Unido (MAPU)                              | 54,769     | 0.51  | Nuevo  | 0   | ±0  |  |  |
|                      | Siempre Unidos (SU)                                              | 11,484     | 0.11  | Nuevo  | 0   | ±0  |  |  |
|                      | Frente Popular Agrícola del Perú (Frepap)                        | 6,115      | 0.06  | Nuevo  | 1   | +1  |  |  |
|                      | Independientes                                                   | 3,131,461  | 29.12 | n/a    | 86  | +4  |  |  |
|                      |                                                                  |            |       |        |     |     |  |  |
| Total                | Total                                                            | 10,754,907 |       |        | 194 | ±0  |  |  |
|                      |                                                                  |            |       |        |     |     |  |  |
| Votos válidos        | Votos válidos                                                    | 10,754,907 | 83.83 | –3.47  |     |     |  |  |
| Votos en blanco      | Votos en blanco                                                  | 1,129,167  | 8.80  | +1.80  |     |     |  |  |
| Votos nulos          | Votos nulos                                                      | 945,277    | 7.37  | +1.72  |     |     |  |  |
| Votos emitidos       | Votos emitidos                                                   | 12,829,351 | 83.86 | +4.39  |     |     |  |  |
| Abstenciones         | Abstenciones                                                     | 2,468,886  | 16.14 | –4.39  |     |     |  |  |
| Votantes registrados | Votantes registrados                                             | 15,298,237 |       |        |     |     |  |  |
|                      |                                                                  |            |       |        |     |     |  |  |
| Fuente:              |                                                                  |            |       |        |     |     |  |  |

### Resultados por provincia
La siguiente tabla enumera el control partidario de las provincias donde se ubican las capitales así como las más pobladas de cada departamento, además de aquellas con una población por encima o alrededor de 62 000. El cambio de mando de una organización política se resalta del color de ese partido.
| Provincia         | Población | Alcalde(sa) titular              | Partido político | Partido político                    | Alcalde(sa) electo(a)               | Partido político | Partido político                 |
| ----------------- | --------- | -------------------------------- | ---------------- | ----------------------------------- | ----------------------------------- | ---------------- | -------------------------------- |
| Lima              | 6 987 984 | Alberto Andrade Carmona          |                  | Somos Perú                          | Luis Castañeda Lossio               |                  | Unidad Nacional                  |
| Arequipa          | 830 034   | Juan Guillén Benavides           |                  | Arequipa Tradición y Futuro         | Yamel Romero Peralta                |                  | Partido Aprista Peruano          |
| Callao            | 787 154   | Alexander Kouri Bumachar         |                  | Chimpum Callao                      | Alexander Kouri Bumachar            |                  | Chim Pum Callao                  |
| Chiclayo          | 766 010   | Miguel Bartra Grosso             |                  | Adelante Chiclayo                   | Arturo Castillo Chirinos            |                  | Acción Popular                   |
| Trujillo          | 733 722   | José Murgia Zannier              |                  | Partido Aprista Peruano             | José Murgia Zannier                 |                  | Partido Aprista Peruano          |
| Piura             | 613 953   | Roberto Hilbck Eguiguren         |                  | Reconstrucción y Desarrollo         | Eduardo Cáceres Chocano             |                  | Partido Aprista Peruano          |
| Maynas            | 516 701   | Yván Vásquez Valera              |                  | Fuerza Loretana                     | Juan del Águila Cárdenas            |                  | Partido Aprista Peruano          |
| Huancayo          | 476 456   | Dimas Aliaga Castro              |                  | Frente Vecinal Independiente        | Fernando Barrios Ipenza             |                  | Partido Aprista Peruano          |
| Santa             | 403 605   | Guzmán Aguirre Altamirano        |                  | Vamos Vecino                        | Estuardo Díaz Delgado               |                  | Partido Aprista Peruano          |
| Coronel Portillo  | 339 511   | Víctor Yamashiro Shimabukuro     |                  | Pucallpa 2000                       | Luis Valdez Villacorta              |                  | Todo por Ucayali                 |
| Cusco             | 319 422   | Carlos Valencia Miranda          |                  | Vamos Vecino                        | Carlos Valencia Miranda             |                  | Cusco en Acción                  |
| Ica               | 303 809   | Desiderio Sánchez Dulanto        |                  | Frente Popular Independiente        | Luis Fernández Prada                |                  | Partido Aprista Peruano          |
| Cajamarca         | 285 509   | Jorge Hoyos Rubio                |                  | Frente Independiente Regional       | Edgar Horna Pereira                 |                  | Partido Aprista Peruano          |
| Huánuco           | 282 328   | Arnulfo Mendoza Tarazona         |                  | Somos Perú                          | Eduardo Miraval Templo              |                  | Luchemos por Huánuco             |
| Sullana           | 265 788   | Jorge Camino Calle               |                  | Nueva Alternativa                   | Isaías Vásquez Morán                |                  | Desarrollo Local                 |
| Tacna             | 263 047   | Luis Torres Robledo              |                  | Tacna Unida                         | Jacinto Gómez Mamani                |                  | Renacimiento Andino              |
| Lambayeque        | 256 031   | Ricardo Velezmoro Ruiz           |                  | Vamos Vecino                        | Percy Ramos Puelles                 |                  | Partido Aprista Peruano          |
| Puno              | 221 800   | Gregorio Ticona Gómez            |                  | Juntos por Obras                    | Mariano Portugal Catacora           |                  | Unión Regional                   |
| San Román         | 217 397   | Ángeles Castillo Cáceres         |                  | Somos Perú                          | Miguel Ramos Benique                |                  | Moral y Desarrollo               |
| Jaén              | 211 631   | Walter Prieto Maitre             |                  | El Trabajo Continúa                 | Jaime Vilchez Oblitas               |                  | Acción Popular                   |
| Chota             | 196 555   | Carlos Sánchez Arrascue          |                  | Vamos Vecino                        | Segundo Ticlla Rafael               |                  | Compromiso Campesino             |
| Huamanga          | 195 696   | Félix Solar La Cruz              |                  | Vamos Vecino                        | Gerardo Ludeña Gonzales             |                  | Partido Aprista Peruano          |
| La Convención     | 194 395   | Herbert Aragón Rivas             |                  | Unidad Convenciana                  | Fedia Castro Melgarejo de Gutiérrez |                  | Somos Perú                       |
| Morropón          | 189 406   | Clara Baca Palacios              |                  | Somos Perú                          | Eulogio Palacios Márquez            |                  | Obras y Más Obras                |
| Huaura            | 184 538   | Guillermo Agüero Reeves          |                  | Somos Perú                          | Guillermo Agüero Reeves             |                  | Somos Perú                       |
| Chincha           | 176 732   | José Navarro Grau                |                  | Unión Popular Chinchana             | Félix Amoretti Mendoza              |                  | Unión por el Perú                |
| Cañete            | 173 872   | Jaime Wong Barranca              |                  | Vamos Vecino                        | Rufina Lévano Quispe                |                  | Somos Perú                       |
| Cutervo           | 162 686   | José Pérez Salazar               |                  | Vamos Vecino                        | Jorge Paredes Guevara               |                  | Frente Independiente Moralizador |
| San Martín        | 161 736   | Marina Aguilar Zamora de Arévalo |                  | Acción Popular                      | Armando Gonzales del Águila         |                  | Movimiento Independiente IDEAS   |
| Azángaro          | 159 218   | Teófilo Mayta Quispe             |                  | Obras y No Palabras                 | Percy Choque Ramos                  |                  | Poder Democrático Regional       |
| Alto Amazonas     | 155 368   | Juan Mesía Camus                 |                  | Somos Perú                          | Leonardo Inga Vásquez               |                  | Acción Popular                   |
| Andahuaylas       | 153 624   | Edgar Villanueva Núñez           |                  | Todas las Sangres                   | Julio Huaraca Merino                |                  | Frente Popular Llapanchik        |
| Huaral            | 150 342   | Melchor Cárdenas Vásquez         |                  | Frente Popular Independiente        | David Perea Collantes               |                  | Frente de Concertación           |
| Talara            | 147 900   | Luis Romero Agurto               |                  | Vamos Vecino                        | José Vitonera Infante               |                  | Partido Aprista Peruano          |
| Tumbes            | 147 330   | Franklin Sánchez Ortiz           |                  | Alianza Democrática Tumbesina       | Ricardo Flores Dioses               |                  | Reconstrucción para un Tumbes    |
| Huaraz            | 145 732   | Waldo Ríos Salcedo               |                  | Salvemos Huaraz                     | Gelacio Mautino Ángeles             |                  | Acción Nacionalista Peruano      |
| Satipo            | 144 828   | Celso Durand Panez               |                  | Satipo al Futuro                    | María Quevedo de Arellano           |                  | Unidad Nacional                  |
| Pasco             | 144 392   | Oswaldo de la Cruz Vásquez       |                  | Vamos Vecino                        | Valentín López Espíritu             |                  | Partido Aprista Peruano          |
| San Ignacio       | 142 691   | Raúl Aguirre Camacho             |                  | Somos Progreso                      | Carlos Martínez Solano              |                  | Fuerza Campesina                 |
| Chanchamayo       | 142 127   | Gregorio Moreno Trejo            |                  | Vamos Vecino                        | Walter Mendoza Castro               |                  | Fuerza Chanchamayo               |
| Ayabaca           | 141 583   | Práxedes Llacsahuanga Huamán     |                  | Somos Perú                          | Práxedes Llacsahuanga Huamán        |                  | Somos Perú                       |
| Huancavelica      | 132 199   | Federico Salas-Guevara Schultz   |                  | Ahora Perú                          | Edgar Ruiz Quispe                   |                  | Campesinos y Profesionales       |
| Utcubamba         | 131 576   | José Novoa Flores                |                  | La Fuerza del Cambio                | José Novoa Flores                   |                  | Energía Comunal Amazónica        |
| Huancabamba       | 130 772   | Edmundo Zurita López             |                  | Vamos Vecino                        | Valentín Quevedo Peralta            |                  | Poder Agroindustrial             |
| Tarma             | 127 877   | Humberto Miyazawa Nagay          |                  | Vamos Vecino                        | Mario Monteverde Pomareda           |                  | Fuerza Progresista               |
| Pisco             | 126 682   | Juan Díaz Buleje                 |                  | Salvemos Pisco                      | Diego Molina Saravia                |                  | Para el Desarrollo Social        |
| Sánchez Carrión   | 123 661   | Carlos Loyola Márquez            |                  | Panorama al 2000                    | Héctor Rodríguez Barboza            |                  | Partido Aprista Peruano          |
| Abancay           | 123 395   | Favio Pozo Zárate                |                  | Nueva Izquierda                     | Marco Gamarra Samanez               |                  | Apurímac Unido                   |
| Tayacaja          | 123 385   | Maciste Díaz Abad                |                  | Vamos Vecino                        | Maciste Díaz Abad                   |                  | Renacimiento Andino              |
| Barranca          | 122 696   | Paulino León Soto                |                  | Movimiento Integración Regionalista | José Marreros Saucedo               |                  | Solidaridad Vecinal              |
| Ascope            | 116 447   | José Castillo Pérez              |                  | Partido Aprista Peruano             | Gonzalo León Núñez                  |                  | Partido Aprista Peruano          |
| Jauja             | 114 416   | Teódulo Castro Villarroel        |                  | Vamos Vecino                        | Luis Balvín Martínez                |                  | Unidos por Junín                 |
| Leoncio Prado     | 113 753   | Francisco Díaz Muncin            |                  | Frente Cívico de la Selva           | Ramiro Alvarado Celis               |                  | Integración de Alto Huallaga     |
| Canchis           | 107 012   | Washington Coello Tairo          |                  | Trabajo y Obras                     | Ricardo Cornejo Sánchez             |                  | Inka Pachakuteq                  |
| Moyobamba         | 106 033   | Ramón Leveau Ramírez             |                  | Vamos Vecino                        | Víctor del Castillo Reátegui        |                  | Partido Aprista Peruano          |
| Chucuito          | 102 428   | Carmelo Sagua Tacora             |                  | Fraternidad Nacional Chucuito       | Héctor Estrada Choque               |                  | Unión por el Perú                |
| Ferreñafe         | 99 317    | Alejandro Muro Távara            |                  | Vamos Vecino                        | Juan Salazar García                 |                  | Partido Aprista Peruano          |
| Tocache           | 98 265    | Tadeo Rengifo Arévalo            |                  | Acción Popular                      | Pedro Bogarín Vargas                |                  | Ahora el Sol                     |
| Bagua             | 96 787    | Augusto Wong López               |                  | Vamos Vecino                        | Juan Tafur Tafur                    |                  | Acción Popular                   |
| Pacasmayo         | 96 620    | Onteré Giura Alva                |                  | Vamos Vecino                        | Frederihs Buchelli Torres           |                  | Partido Aprista Peruano          |
| Paita             | 95 161    | German Tay Ayon                  |                  | Vamos Vecino                        | Walter Wong Ayon                    |                  | Perú Posible                     |
| Otuzco            | 94 006    | Diómedes Veneros Ortecho         |                  | Participación Democrática           | Pedro Silvestre Rodríguez           |                  | Cívico para el Progreso          |
| Celendín          | 93 242    | Adolfo Aliaga Apaestegui         |                  | Desarrollo de Celendín              | Mauro Arteaga García                |                  | Fuerza Celendina                 |
| Rioja             | 92 222    | Noé Hernández Izquierdo          |                  | Vamos Vecino                        | Noé Hernández Izquierdo             |                  | Fuerza Comunal                   |
| Huancané          | 91 579    | Juan Álvarez Delgado             |                  | Somos Perú                          | Andrés Choquehuanca Huanca          |                  | Alianza Total para el Trabajo    |
| El Collao         | 91 355    | José Maquera Atencio             |                  | Juntos por Obras                    | Cirilo Robles Callomamani           |                  | Unión Regional                   |
| Quispicanchi      | 89 264    | Nelly Navarrete de Menacho       |                  | Unidad Quispicanchina               | Lizardo Ángeles Revollar            |                  | Unión por el Perú                |
| Hualgayoc         | 84 110    | Esteban Campos Benavides         |                  | Vamos Vecino                        | Ántero Saavedra Medina              |                  | Provincial para el Desarrollo    |
| Lamas             | 84 830    | Dilfrido Soria Díaz              |                  | Vamos Vecino                        | Rafael Saavedra Díaz                |                  | Partido Aprista Peruano          |
| Melgar            | 84 830    | Bernardo Meza Álvarez            |                  | Por Melgar                          | Ricardo Chávez Calderón             |                  | Primero Perú                     |
| Oxapampa          | 78 225    | Roger Chalco Denegri             |                  | Vamos Vecino                        | Jeanette Prieto Noriega             |                  | Somos Perú                       |
| Chumbivilcas      | 77 950    | Florentino Laime Mantilla        |                  | Nuevo Chumbivilcas                  | Clemente Enríquez Márquez           |                  | Movimiento Nueva Izquierda       |
| Cajabamba         | 77 907    | Wilson Pesantes Alanyo           |                  | Gloribamba                          | Wilson Pesantes Alanyo              |                  | Independiente Gloribamba         |
| La Mar            | 76 369    | Eulogio Vila Montaño             |                  | Vamos Vecino                        | Eulogio Vila Montaño                |                  | Renacimiento Andino              |
| Pataz             | 72 898    | Octavio Bogarín Cruzado          |                  | Acción Popular                      | Melaneo Caballero Domínguez         |                  | Fuerza Democrática               |
| Mariscal Cáceres  | 72 327    | Wilson Pérez Iglesias            |                  | Vamos Vecino                        | Signior Pozzo Di Borgo Pérez        |                  | Frente Independiente Moralizador |
| Concepción        | 71 215    | Richard Muller Vozeler           |                  | Movimiento Independiente Obras      | Máximo Chipana Hurtado              |                  | Unidad Nacional                  |
| Ambo              | 70 374    | Máximo Mendoza Sánchez           |                  | Somos Perú                          | Felipe Daga Falcón                  |                  | Luchemos por Huánuco             |
| Mariscal Nieto    | 70 319    | Luis Zubia Cortez                |                  | Vamos Vecino                        | Vicente Zeballos Salinas            |                  | Compromiso y Desarrollo          |
| Huanta            | 70 030    | Héctor Vega Fajardo              |                  | Vamos Vecino                        | Alejandro Córdova La Torre          |                  | Somos Perú                       |
| San Miguel        | 68 769    | Julia Medina Díaz                |                  | Vamos Vecino                        | Juan Quiroz Alcántara               |                  | Unión San Miguelina              |
| Huari             | 68 332    | Edwards Vizcarra Zorrilla        |                  | Vamos Vecino                        | César Asencios Villavicencio        |                  | Somos Perú                       |
| Huamalíes         | 68 159    | Rafael Alvarado Rubina           |                  | Somos Perú                          | Juan Pablo Chaupis                  |                  | Partido Aprista Peruano          |
| Chepén            | 68 147    | Lorenzo Sánchez Cabanillas       |                  | Vamos Vecino                        | Ofronio Quesquén Terrones           |                  | Partido Aprista Peruano          |
| Tambopata         | 67 632    | Santos Kaway Komori              |                  | Vamos Vecino                        | Aurelio Zavala Cancho               |                  | Progreso Verde                   |
| Espinar           | 67 098    | Óscar Mollohuanca Cruz           |                  | Movimiento de Integración Kana      | Luis Álvarez Salcedo                |                  | Partido Aprista Peruano          |
| Loreto            | 66 991    | Alfredo Rodríguez Rodríguez      |                  | Somos Amazonía                      | Víctor Saavedra Montano             |                  | La Espiga del Arroz              |
| Yauli             | 66 093    | Georgina Ríos de Nestares        |                  | Vamos Vecino                        | Clemente Quincho Panéz              |                  | La Carita Feliz                  |
| Calca             | 65 330    | Goyo Núñez del Prado Venero      |                  | Unidad y Trabajo                    | Roberto Farfán Ríos                 |                  | Acción Popular                   |
| Anta              | 64 712    | Juan Ninan Huarancca             |                  | Vamos Vecino                        | Wilbert Rozas Beltrán               |                  | Gobierno Participativo Ayllu     |
| Ilo               | 64 339    | Ernesto Herrera Becerra          |                  | Fuerza Ilo                          | Jorge Mendoza Pérez                 |                  | Nuestro Ilo - Moquegua           |
| Padre Abad        | 63 032    | Benjamín Caballero Lagomarcino   |                  | Vamos Vecino                        | José Maguiña Paredes                |                  | Amanecer Agrario                 |
| Nasca             | 62 106    | Aroldo Corzo Catalán             |                  | Cerro Blanco                        | Daniel Mantilla Bendezú             |                  | Manos a la Obra                  |
| Huaylas           | 62 039    | Pedro Castillo Flores            |                  | Vamos Vecino                        | Roberto Espejo Ramírez              |                  | Partido Aprista Peruano          |
| Ucayali           | 61 863    | Manuel Angulo Bosmediano         |                  | Unión Regionalista Independiente    | Allan Ruiz Vega                     |                  | UNIPOL                           |
| Requena           | 61 447    | Juan Amasifuen Laulate           |                  | Vamos Vecino                        | Epifanio Flores Quispe              |                  | UNIPOL                           |
| Santiago de Chuco | 61 447    | Pablo Peña López                 |                  | Juntos para el Desarrollo           | Enemecio Rojas Alipio               |                  | Perú Posible                     |
| Huarochirí        | 61 293    | Víctor Palomino Chinchay         |                  | Vamos Vecino                        | Rosa Vásquez Cuadrado               |                  | Unidad Nacional                  |
| Pachitea          | 60 393    | Oriol Aquino Pérez               |                  | Vamos Vecino                        | Ramón Marcelo Lau                   |                  | Frente Independiente Pachitea    |
| Lucanas           | 60 082    | Máximo Sánchez Crisóstomo        |                  | Vamos Vecino                        | Teobaldo Alderete Torres            |                  | Fuerza Democrática               |
| San Marcos        | 59 833    | Teófilo Arroyo Torres            |                  | Vamos Vecino                        | Néstor Mendoza Arroyo               |                  | Integrador San Marcos            |
| Yungay            | 59 210    | Mauro Dueñas Alegre              |                  | Somos Perú                          | Amaro León León                     |                  | Yungay al Progreso               |
| Chincheros        | 59 184    | Samuel Medina Cárdenas           |                  | Vamos Vecino                        | Pedro Toledo Peceros                |                  | Perú Posible                     |
| Chachapoyas       | 53 644    | Leonardo Rojas Sánchez           |                  | 6 de Junio                          | Óscar Torres Quiroz                 |                  | Partido Aprista Peruano          |